# Carlo Rizzo
Carlo Rizzo (30 de abril de 1907 – 26 de julio de 1979) fue un actor teatral y cinematográfico de nacionalidad italiana.

## Biografía
Nacido en Trieste, Italia, se dedicó desde muy joven al teatro, demostrando su eficacia en el género de la revista, en el cual actuó junto a Erminio Macario. El 17 de junio de 1923 fue Gontrano en el estreno de La bambola della prateria, de Carlo Lombardo, pieza representada por la Compañía C. Lombardo en el Teatro Politeama Margherita de Génova, y el 23 de noviembre siguiente fue Tom en el estreno de Il paese dei campanelli, también de Lombardo, que dirigió la obra en el Teatro Lírico de Milán.
En el Teatro La Fenice de Venecia debutó el 13 de febrero de 1924 con La bambola della prateria, interpretando el 16 del mismo mes Il paese dei campanelli. El 25 de febrero trabajó en La casa delle tre ragazze, de Heinrich Berté, el 3 de marzo en La signorina Puck (de Walter Kollo), el 8 de marzo en Scugnizza (de Mario Pasquale Costa), y el 16 de marzo en La danza delle libellule (de Franz Lehar].
Con la Compañía dei Grandi Spettacoli d'Arte Operettistica, actuó el 29 de octubre de 1926 en el estreno de Primarosa, de Giuseppe Pietri, con Nella De Campi, Ines Lidelba Fronticelli y Nuto Navarrini en el Teatro Lírico de Milán, donde el 30 de diciembre participó en el estreno de otra pieza, de Gigolette, escrita por Lombardo e interpretada por Navarrini.
En 1927 volvió a La Fenice con Navarrini para actuar en la opereta Cin Ci La, trabajando después en Primarosa, Il paese dei campanelli, La bambola della prateria y Gigolette. Más adelante, Rizzo fue actor de acompañamiento de Erminio Macario, trabajando con él en numerosos espectáculos teatrales y televisivos.
Trabajó en otras famosas compañías de revista, actuando junto a intérpretes como Wanda Osiris y Carlo Dapporto, además de formar parte del reparto de múltiples películas, sobre todo del género cómico. Su debut cinematográfico se produjo con el film Imputato, alzatevi!, de Mario Mattoli, estrenado en 1939.
En 1960 formó junto a su hermano Alfredo Rizzo una compañía de revista propia que, sin embargo, no tuvo una larga trayectoria.
Para el Teatro Verdi de Trieste debutó como Su Alteza Imperial en La posada del Caballito Blanco, actuando en el Teatro Stabile Politeama Rossetti de Trieste en 1970 con Tony Renis, Aldo Fabrizi, Sandro Massimini, Graziella Porta y Gianni Brezza, con dirección de Vito Molinari y coreografía de Gino Landi.
Su último trabajo fue Macario più (1978), serie televisiva en la cual se reponían los más famosos espectáculos del cómico turinés.
Carlo Rizzo falleció en Milán, Italia, en el año 1979. Había estado casado con la bailarina Rosita Pinkel.

## Selección de su filmografía
- 1939 : Lo vedi come sei... lo vedi come sei?, de Mario Mattoli
- 1939 : Imputato, alzatevi!, de Mario Mattoli
- 1940 : Il pirata sono io!, de Mario Mattoli
- 1941 : Il chiromante, de Oreste Biancoli
- 1942 : La zia di Carlo, de Alfredo Guarini
- 1944 : Macario contro Zagomar, de Giorgio Ferroni
- 1945 : Il cinema delle meraviglie, de Pietro Francisci
- 1945 : La vita ricomincia, de Mario Mattoli
- 1950 : Il deportato, de Robert Siodmak
- 1950 : Il monello della strada, de Carlo Borghesio
- 1952 : Ma femme, ma vache et moi, de Jean Devaivre
- 1953 : Se vincessi cento milioni, de Carlo Campogalliani y Carlo Moscovini
- 1958 : Anna di Brooklyn, de Vittorio De Sica y Carlo Lastricati
- 1962 : Totò di notte n. 1, de Mario Amendola
- 1966 : Viaggio di nozze all'italiana, de Mario Amendola
- 1968 : Colpo grosso alla napoletana, de Ken Annakin
- 1970 : I clowns, de Federico Fellini
- 1972 : ¿Qué ocurrió entre mi padre y tu madre?, de Billy Wilder
- 1976 : Sorbole... che romagnola, de Alfredo Rizzo